# Вовк Прокіп Федорович
Про́кіп Фе́дорович Во́вк (*21 липня 1887, с. Лісовичі, Таращанського повіту, Київської губернії — †24 червня 1943, м. Солекамськ Пермської області) — український-радянський вчений-механік, доктор технічних наук, професор провідних навчальних та наукових сільськогосподарських закладів.

## Біографія
Народився в селянській родині. Ріс та виховувався у батьків матері. З відзнакою закінчив церковнопарафіяльну школу міста Тараща.
Влітку працював пастухом і в такий спосіб заробляв собі гроші на поїздку в Умань, де й вступив до сільськогосподарського училища. Жив на стипендію призначену за відмінні успіхи в навчанні, крім того, займався репетиторством. Протягом навчання в училищі, співав у церковному хорі та прислужував на богослужіннях в храмі при училищі.
Після закінчення училища, навчався в Московській сільськогосподарській академії імені Тімірязєва. Закінчив академію за три роки.

## Трудова діяльність
Після того, з 1908 по 1920 роки працював викладачем у Егенфельдському сільськогосподарському училищі Катеринославської губернії. На початку війни 1914 року училище перевели, спочатку в Каратубе (під Євпаторією), а потім Карасу-Базар (під Сімферополем).
З 1920 по 1925 роки – викладач Уманського середнього сільськогосподарського училища. Прокіп Федорович був переведений в уманське училище (випускником якого був він сам) за наказом Наркомпрому. Це було здійснено з метою трансформації училища, спочатку в технікум, а потім в інститут.
З 1925 по 1929 працював проректором сільськогосподарського факультету та завідувачем кафедри механізації сільського господарства Київського політехнічного інституту. Згодом сільськогосподарський факультет політехнічного інституту був перетворений в окремий Київський сільськогосподарський інститут, що розміщувався в Голосіївському лісі. У цей період Прокіп Федорович отримав звання професора.

Професор П. Ф. Вовк, 1936 рік

У вересні 1929 року звинувачений в шкідництві та арештований. Причина арешту полягала в тому, що Прокіп Федорович продовжував читати курс сільськогосподарського машинобудування переважно на кінній тязі, і лише частково на тракторній. Разом з ним, з подібними звинуваченнями арештували близько 30-осіб.
З вересня 1929-го по липень 1930-го знаходився під арештом. Згодом випущений за відсутністю в його діях складу злочину, після публікації в газеті «Правда» статті про бездумне знищення коней та кінних машин в сільському господарстві, бо тракторів в країні ще майже не було.
З 1932 по 1938 працював завідувачем кафедри сільськогосподарських машин Московської сільськогосподарської академії та працював в ВІСХОМі (Науково-дослідному інституті сільсько-господарських машин імені  В. П. Горячкіна).
В 1934 році Прокопу Федоровичу було присвоєно вчене звання доктора технічних наук за сукупністю виданих підручників та монографій.
26 січня 1938 року знову арештований. Були висунуті абсолютно безглузді звинувачення: належність до організації, яка готувала замах на Сталіна; наявність родичів за кордоном (потім з'ясувалося, що однофамільці); відвідування церкви та інші.
Коли абсурдність звинувачень стала очевидною, згадали про перший арешт та перевели його в київську тюрму для дослідування.
Після страшних фізичних та душевних мук, 9 жовтня 1938 року відбулося засідання судової „трійки” НКВС. Статті звинувачення 54-10 та 54-11 Кримінального Кодексу УРСР (відповідно, статті 58-10 та 58-11 КК РРФСР). Вирок – 8 років Виправно-трудових таборів.

### Місця перебування у виправно-трудових таборах
- Карельський виправно-трудовий табір. З жовтня 1938 по травень 1940 працював на лісоповалах північної Карелії.
- Медвежогірський виправно-трудовий табір. З березня 1940 по 1941 працював на табірних угіддях. В 1940 році Прокіп Федоровича відвідала дочка. Її охопив жах від побачених злодіянь, які творилися з в’язнями. Прокіп Федорович їй на це відповів: «В мене є велика втіха — це ваші листи та можливість після відбою забратись на нари, вкритися ковдрою та тихенько молитися».
- Солікамський виправно-трудовий табір, Пермської області. В цьому таборі він пробув з 1941 по 1943

Помер 24 червня 1943 року в Солекамському виправно-трудовому таборі від раку печінки. Похований в братській могилі в’язнів Солекамського виправно-трудового табору.
Реабілітований 12 жовтня 1955 Президією Київського обласного суду.
Запит на реабілітацію був поданий дочкою Вовк Тетяною Прокопівною.